# St. Aloysius (Iserlohn)

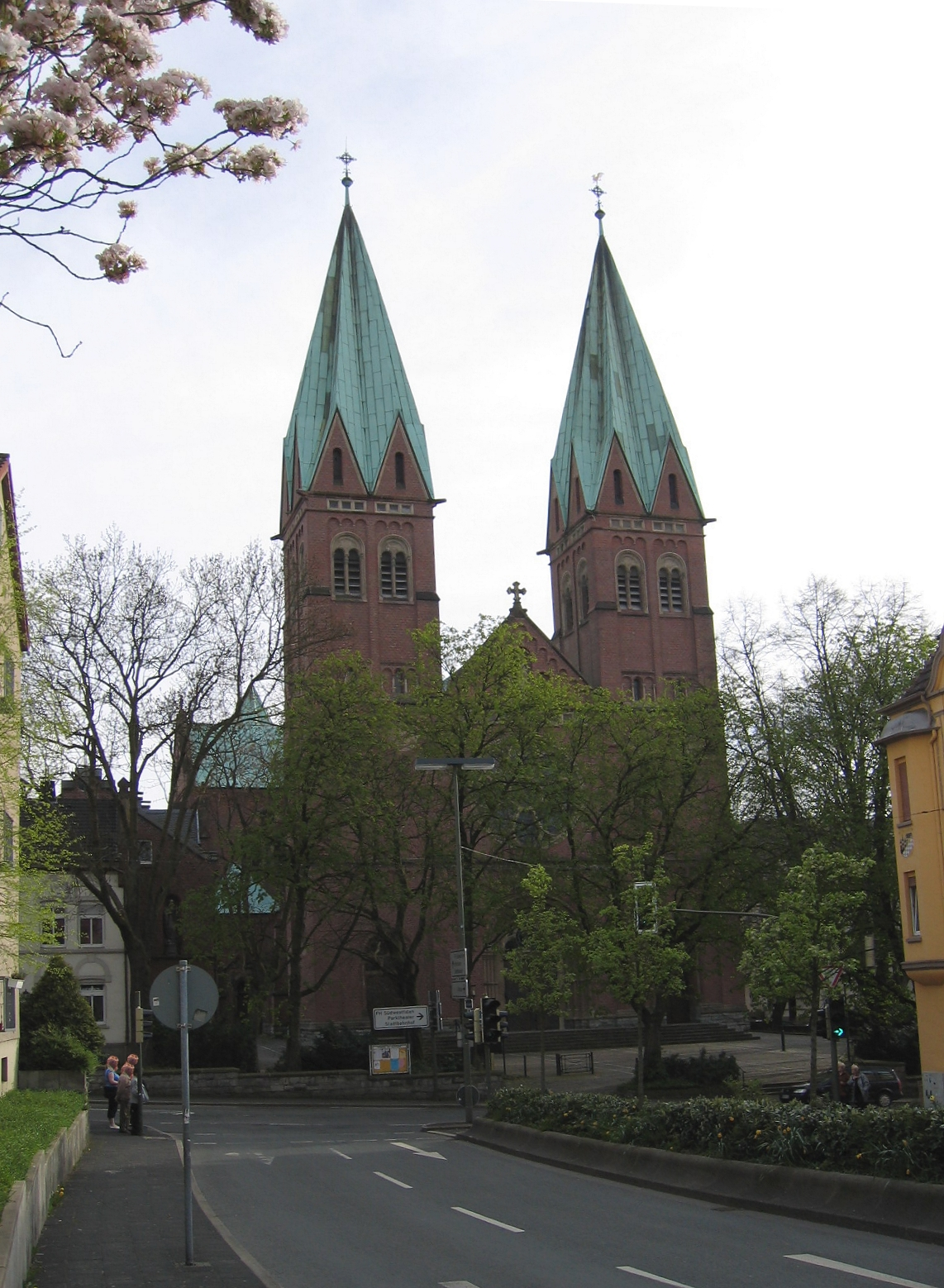
Pfarrkirche St. Aloysius

Die römisch-katholische Pfarrkirche St. Aloysius ist ein denkmalgeschütztes Kirchengebäude am Hohler Weg 42 in Iserlohn, einer Stadt im Märkischen Kreis in Nordrhein-Westfalen.

## Geschichte und Architektur
Die große neuromanische Backsteinbasilika mit einer Doppelturmfassade, einem Querschiff, dem Staffelchor und den Chorflankentürmen wurde von 1891 bis 1895 nach einem Entwurf der Kölner Architekten Carl Rüdell und Richard Odenthal errichtet und 1894 geweiht. Die St.-Sebastian-Kirche in Lobberich wurde nach denselben Plänen gebaut.
Nach Beschädigungen im Zweiten Weltkrieg wurden die Gewölbe erneuert. Im sehr hohen und weiten Langhaus stehen Bündelpfeiler und Säulen aus dunklem Marmor. Die Bögen und Rippen sind aus Sandstein gearbeitet.
Über dem Haupteingang befinden sich drei Radfenster mit Farbverglasungen von Irmgard Wessel-Zumloh.

## Ausstattung
- Von der originalen Ausstattung sind noch der Kreuzweg, die Kirchenbänke, die Beichtstühle sowie monumentale Steinfiguren vorhanden. Die Figuren stellen den thronenden Christus und sechs Heilige dar. Sie wurden vom Chor in die Turmkapellen versetzt.
- Der Korpus des Holzkruzifixes ist eine Nürnberger Arbeit aus der Zeit um 1520, er wurde in jüngerer Zeit erworben.
- Die sitzende Muttergottes aus Holz mit alter Fassung stammt aus der Zeit um 1380. Sie kam wohl aus Südwestdeutschland und gehört zurzeit zum Kirchenschatz.
- Die beiden Türme tragen insgesamt vier Gussstahlglocken, die 1920 vom Bochumer Verein gegossen wurden. Das Geläut erklingt in h° – d′ – e′ – f′ und ist auf beide Türme verteilt.